# Хартман, Дональд
Дональд Хартман (англ. Donald Hartman; 3 августа 1929, Калгари, Альберта — 5 июля 1996, Калгари, Альберта) — канадский государственный и политический деятель. Работал мэром Калгари в 1989 году.

## Биография
Являлся городским олдерменом Калгари с 22 октября 1969 года. В качестве старшего олдермена был назначен мэром Калгари после отставки Ральфа Клейна и занимал должность до очередных городских выборов в октябре 1989 года. Скончался от рака в 1996 году.